# Skogschampinjon
Skogschampinjon (Agaricus silvaticus) är en matsvamp i champinjonsläktet som är vanlig i Europa. Som namnet antyder påträffas denna champinjon i skogsmark, ofta i barrförnan under granar, eller invid myrstackar. Fruktkroppens hatt är brun och fjällig och hos unga exemplar klotformad. Skivorna är hos yngre exemplar skära, blir hos äldre exemplar mörkt bruna och till slut svarta. Foten är smal och ibland klubblik och har en liten ring. Svampen rodnar svagt vid snitt. Denna champinjon är mycket lik den ätliga blodchampinjonen (Agaricus langei), men skiljs från den svampen genom att den saknar den kraftiga röda rodnad som blodchampinjonen får vid snitt.
Liksom i andra champinjoner kan halten fenylhydrazin-derivat kan vara mycket hög, varför man inte bör äta stora mängder skogschampinjon.